# Bad Laer
Bad Laer é um município da Alemanha localizado no distrito de Osnabrück, estado de Baixa Saxônia.